# Stylolaemus peripateticus
Stylolaemus peripateticus är en mångfotingart som beskrevs av Ferdinand Karsch 1881. 
Stylolaemus peripateticus ingår i släktet Stylolaemus och familjen storjordkrypare. Artens utbredningsområde är Libyen. Inga underarter finns listade i Catalogue of Life.